# Odiellus aspersus
Odiellus aspersus is een hooiwagen uit de familie echte hooiwagens (Phalangiidae).